# William Aloysius O'Connor
William Aloysius O'Connor (Chicago, 27 dicembre 1903 – 14 novembre 1983) è stato un vescovo cattolico statunitense.

## Biografia
Monsignor William Aloysius O'Connor nacque a Chicago, Illinois, il 27 dicembre 1903 da John O'Connor e Mary (nata Murphy). Suo fratello Len lavorò a lungo come giornalista a Chicago.

### Formazione e ministero sacerdotale
Frequentò il seminario propedeutico "Archbishop Quigley" di Chicago dal 1917 al 1922 e il seminario "St. Mary of the Lake" di Mundelein dal 1922 al 1928.
Il 24 settembre 1927 fu ordinato presbitero per l'arcidiocesi di Chicago da monsignor George William Mundelein. Venne poi inviato a Roma per studi. Nel 1930 conseguì il dottorato in sacra teologia presso il Pontificio ateneo de Propaganda Fide. Tornò a Chicago lo stesso anno e per i successivi cinque insegnò latino al seminario propedeutico "Archbishop Quigley" di Chicago. Nel 1935 venne mandato a studiare alla New York School of Social Work e un anno dopo venne nominato sovrintendente della St. Mary's Training School di Des Plaines. Due anni dopo venne nominato direttore delle organizzazioni cattoliche arcidiocesane. Nel 1938 divenne supervisore arcidiocesano di Catholic Charities e nel 1944 presidente della Conferenza nazionale della Catholic Charities. Nel marzo del 1946 venne elevato al rango di prelato domestico. Fece parte del comitato consultivo di Catholic Relief Services nel National Catholic Welfare Council e fu anche direttore per Chicago delle United Service Organizations.

### Ministero episcopale
Il 17 dicembre 1948 papa Pio XII lo nominò vescovo di Springfield in Illinois. Ricevette l'ordinazione episcopale il 7 marzo successivo dall'arcivescovo metropolita di Chicago Samuel Alphonsius Stritch, coconsacranti il vescovo coadiutore di Rockford John Joseph Boylan e quello di Belleville Albert Rudolph Zuroweste.
Una delle prime priorità di monsignor O'Connor come vescovo fu l'educazione dei sacerdoti diocesani. La diocesi non aveva mai prodotto un numero sufficiente di vocazioni interne per soddisfare i suoi bisogni pastorali. Il vescovo O'Connor ritenne che il problema fosse la mancanza di fluidità nella lingua latina, che non veniva offerta nella maggior parte delle scuole. Per risolvere questo problema, nel settembre del 1949, aprì una scuola di latino, situata in una fattoria di New Berlin. Nel 1956 dedicò una nuova struttura per la scuola di latino sul lago Springfield. Nel 1961 la scuola venne ribattezzata con il nome di seminario diocesano "Immacolata Concezione" per riflettere il cambiamento di status in un seminario minore. Purtroppo, il declino dei numeri e il cambiamento di atteggiamento nei confronti della formazione sacerdotale portarono, nel 1986, alla chiusura di questo istituto.
Nel 1950 istituì il Fondo diocesano per lo sviluppo. Lo stesso anno introdusse in diocesi la Confraternita della dottrina cristiana per fornire un'istruzione religiosa ai bambini che non frequentavano le scuole elementari cattoliche. Nel 1953 venne aperto ad Arcola il primo centro della confraternita rurale per soddisfare le esigenze dei bambini che vivevano in aree rurali poco servite. In seguito aprirono altri tre centri: a Carlinville nel 1955, a Hillsboro nel 1957 e a Beardstown nel 1959. Tuttavia non erano gli studenti a recarsi nei centri, erano invece i catechisti - tutti domenicani di Springfield - che viaggiavano verso gli alunni. In questo modo, centinaia di bambini ricevettero un'istruzione religiosa che altrimenti avrebbero ottenuto più difficilmente.
Papa Giovanni XXIII colse di sorpresa il mondo quando nel 1959 annunciò che avrebbe convocato un concilio ecumenico, il cui scopo era quello di rivalutare il rapporto della Chiesa con il mondo moderno. Monsignor O'Connor fu in grado di partecipare a tutte e quattro le sessioni del Concilio Vaticano II. Arrivò a Roma il 3 ottobre 1962 e fu uno dei cinque co-presidenti del Consiglio episcopale americano. In questa veste aiutò a coordinare e promuovere lo studio delle materie pertinenti il Concilio.
Dopo il Vaticano II, monsignor O'Connor iniziò a dare esecuzione alle direttive conciliari. Il vescovo si aspettava la conformità con i cambiamenti debitamente autorizzati, anche se personalmente mancava di entusiasmo per alcuni di loro. Nel 1969 fondò l'ufficio per il culto divino e l'ufficio per l'educazione cattolica. Questi furono i primi due uffici curiali che aprirono per assistere le parrocchie e le altre istituzioni cattoliche nell'attuare i cambiamenti derivanti dal Concilio.
Indisse e celebrò due sinodi diocesani: nel 1953 e nel 1963.
In seno alla Conferenza dei vescovi cattolici degli Stati Uniti fu membro del consiglio amministrativo e del dipartimento per la sanità dal 1969 al 1972.
Il 22 luglio 1975 papa Paolo VI accettò la sua rinuncia al governo pastorale della diocesi per motivi di salute. Ironia della sorte, sopravvisse al suo successore, monsignor Joseph Alphonse McNicholas, che morì nell'aprile del 1983. Il vescovo O'Connor morì solo sette mesi dopo, il 14 novembre 1983 al St. John's Hospital all'età di 79 anni per un attacco cardiaco. È sepolto nella cattedrale dell'Immacolata Concezione a Springfield.

## Genealogia episcopale
La genealogia episcopale è:
- Cardinale Scipione Rebiba
- Cardinale Giulio Antonio Santori
- Cardinale Girolamo Bernerio, O.P.
- Arcivescovo Galeazzo Sanvitale
- Cardinale Ludovico Ludovisi
- Cardinale Luigi Caetani
- Cardinale Ulderico Carpegna
- Cardinale Paluzzo Paluzzi Altieri degli Albertoni
- Cardinale Gaspare Carpegna
- Cardinale Fabrizio Paolucci
- Cardinale Francesco Barberini
- Cardinale Annibale Albani
- Cardinale Federico Marcello Lante Montefeltro della Rovere
- Vescovo Charles Walmesley, O.S.B.
- Arcivescovo John Carroll, S.I.
- Vescovo Benedict Joseph Flaget, P.S.S.
- Arcivescovo Francis Patrick Kenrick
- Arcivescovo William Henry Elder
- Arcivescovo Henry Moeller
- Cardinale Samuel Alphonsius Stritch
- Vescovo William Aloysius O'Connor